# 397. п. н. е.

## Догађаји
- Док од 398. п. н. е. Химилко опсиједа Сиракуз, Дионизиос I. опсиједа Сегесту.
- Картагенци граде тврђаву Марсалу на западној обали Сицилије, после уништења њиховог упориша Мозије од стране Сиракуза.

## Рођења
- око 397. п. н. е. - Антипатер, регент царства Александра Великог после његове смрти († 319. п. н. е.).